# Pseudocibicidoides
Pseudocibicidoides es un género de foraminífero bentónico considerado un sinónimo posterior de Caribeanella de la subfamilia Caribeanellinae, de la familia Planorbulinidae, de la superfamilia Planorbulinoidea, del suborden Rotaliina y del orden Rotaliida. Su especie tipo era Pseudocibicidoides katasensis. Su rango cronoestratigráfico abarcaba el Holoceno.

## Clasificación
Pseudocibicidoides incluía a las siguientes especies:
- Pseudocibicidoides katasensis